# إضراب جزئي
الإضراب الجزئي حين لا يعمل الموظفون أكثر من الحد الأدنى المطلوب بموجب قواعد عقدهم، ويتبعون بدقة جميع لوائح السلامة أو غيرها من اللوائح، مما قد يتسبب في تباطؤ أو انخفاض في الإنتاج، لأنهم لم يعودوا يعملون أثناء فترات الراحة أو خلال ساعات العمل الممتدة وعطلات نهاية الأسبوع غير المدفوعة. ومثل هذا الإجراء يعتبر أقل تشددا من الإضراب الحقيقي، والامتثال للقواعد أقل تعريضا للإجراءات التأديبية. ومن الأمثلة البارزة رفض الممرضات الرد على المكالمات الهاتفية، ورفض المدرسين العمل مجانا في الليل وخلال عطلات نهاية الأسبوع والعطلات، ورفض ضباط الشرطة إصدار التقارير. ورفض العمل الإضافي، أو السفر في مهمة، أو الاشتراك في مهام أخرى تتطلب موافقة الموظف مظاهر أخرى.